# Marvin Sonsona
Marvin Sonsona (ur. 25 lipca 1990) – filipiński bokser, były zawodowy mistrz świata organizacji WBO w kategorii junior koguciej (do 115 funtów).
Zawodową karierę rozpoczął w lipcu 2007 roku. W maju 2009 roku, w swojej trzynastej walce, pokonał przez techniczny nokaut w drugiej rundzie byłego mistrza świata WBC w kategorii słomkowej, Wandee Singwanchę. 4 września 2009 roku zdobył tytuł mistrza świata WBO. pokonując na punkty José Lópeza. López w czwartej rundzie był liczony, natomiast w ósmej rundzie sędzia odebrał mu dwa punkty za uderzenia poniżej pasa.
21 listopada 2009 roku Sonsona w walce z Alejandro Hernandezem miał po raz pierwszy bronić tytułu mistrza świata, jednak nie zdołał zmieścić się w limicie wagowym, w związku z czym tytuł został mu odebrany. Mimo to doszło do walki między oboma pięściarzami. Pojedynek zakończył się remisem.
Po tej walce zmienił kategorię na junior piórkową, aby móc walczyć o wakujący tytuł mistrza świata WBO. 27 lutego 2010 roku został jednak znokautowany w czwartej rundzie przez Wilfredo Vázqueza Jr., doznając pierwszej porażki w karierze.